# Щитно (Плоцький повіт)
Щитно (пол. Szczytno) — село в Польщі, у гміні Радзаново Плоцького повіту Мазовецького воєводства.
Населення — 194 особи (2011).
У 1975—1998 роках село належало до Плоцького воєводства.

## Демографія
Демографічна структура станом на 31 березня 2011 року:
|          | Загалом | Допрацездатний вік | Працездатний вік | Постпрацездатний вік |
| -------- | ------- | ------------------ | ---------------- | -------------------- |
| Чоловіки | 101     | 28                 | 64               | 9                    |
| Жінки    | 93      | 22                 | 51               | 20                   |
| Разом    | 194     | 50                 | 115              | 29                   |